# Bruno Cohen
 (décembre 2010).
Si vous disposez d'ouvrages ou d'articles de référence ou si vous connaissez des sites web de qualité traitant du thème abordé ici, merci de compléter l'article en donnant les références utiles à sa vérifiabilité et en les liant à la section « Notes et références ».
Bruno Cohen est un réalisateur et un scénographe français né en 1953 à Strasbourg. Il participe avec d'autres à la réintroduction du théâtre optique en France à la fin des années 1980.

## Biographie
Diplômé de sociologie de l'Université de Lorraine, il est Docteur en sciences de l'information et de la communication (Cnam/Paris). Formé à l'audiovisuel et au mime, il développe plus particulièrement depuis 1988 un travail de recherche et de création autour des théâtres optiques ou théâtres virtuels. Plusieurs de ces dispositifs ont été présentés dans les musées français ou étrangers : la Cité des sciences et de l'industrie à Paris, la Citadelle basse de Verdun, le Muséum national d'histoire naturelle, la Corderie Royale à Rochefort, le Théâtre antique d'Orange… Ces travaux ont été couronnés de nombreux prix tels que le prix de l'innovation muséographique (SITEM), le prix de la communication (Entreprise communique), le "Faust" des sciences et techniques (F.A.U.S.T).
Le travail de Bruno Cohen se développe autour de projets de recherche vidéo et scénographique associant théâtres optiques et réseau de communication autour de dispositifs spectaculaires mettant en relation des espaces partagés (expérimentation réalisée entre les écoles d'art de Nancy et de Nantes). 
En tant que réalisateur, il signe par ailleurs le web documentaire Dom Loupvent et obtient le prix du meilleur web documentaire universitaire (FFUP 2013) en lien avec les universités de Lorraine et de Lyon 2.
De 2013 à 2018, il est directeur de la mission nouvelles intelligence du territoire au sein de la Métropole du Grand Nancy. Il est également directeur de la Fondation Humanisme numérique 2019-2020 et à ce titre contribue à la réflexion sur les conséquences de la révolution numérique.
Il co-écrit un essai avec Samuel Nowakowski sur les transformations liées au monde numérique "Demain est-il ailleurs ? Odyssée urbaine autour de la transition numérique" aux Éditions FYP 2020.

## Principales œuvres

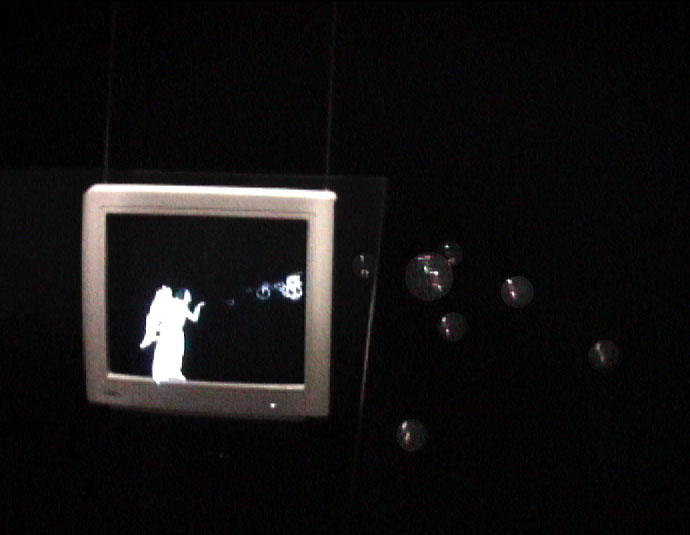
mais,...l'ange œuvre présentée à la Multimédiale de Prague

Certaines de ses œuvres ont été acquises par des musées tels que le Musée des Médias du ZKM à Karlsruhe ou présentées dans des festivals multimédias comme la Multimédiale à Prague (2000), l'exposition nationale Suisse à Bienne (2002), le Centre des Écritures Contemporaines à Mons en Belgique (2005) ou encore au Ars Numerica à Montbéliard (2008).
- Camera virtuosa (1996) : Œuvre de la collection  permanente du Musée des Médias du zkm de karlsruhe[5] (1996) invite le spectateur à partager une loge d'artiste au sein de laquelle apparait son double, en échelle réduite, derrière le miroir de la loge qui s'efface, sur une petite scène de théâtre miniature. Des personnages préalablement filmés entrent alors en interaction avec le visiteur qui peut soit répondre à leurs invitations à partager un temps de la scène ou conserver sa position de simple spectateur. Camera Virtuosa interroge les rapports du théâtre aux nouvelles technologies de communication de l'information dans l'espace particulier des arts de la scène.

- Mais,...l'ange  (1999) : Cette œuvre présentée dans le cadre des manifestations numériques à Montbéliard[6] met en scène l'image d'un ange, grâce au dispositif de théâtre optique, soufflant des bulles virtuelles. Lorsque ces bulles s'échappent du cadre de la projection, elles deviennent réelles et offrent le loisir au visiteur de jouer avec elles… "mais,...l'ange" invite à une réflexion sur la perméabilité des niveaux de représentation entre le réel et le virtuel.

- Des-illusions (2004) : Cette pièce mettant en scène deux danseurs réels et un double virtuel, invite à penser les rapports amoureux à travers l'image fantasmé de l'autre. Le public, placé en vis-à-vis, découvre au centre de l'espace une chorégraphie entre deux danseurs et une image animée flottant dans l'espace et interagissant ensemble. Cette création a été présentée dans le cadre du Festival d'Avignon (off) en 2005 au théâtre de la Manufacture.

- Étreintes (2008)[7] : Cette petite pièce créée sur la scène numérique à Montbéliard, dans le cadre d'Ars Numerica, en écho aux recherches menées entre les écoles d'art de Nancy et de Nantes au sein des ateliers de recherche et création[8], invite à une découverte des rapports entre espace physique et espace virtuel (ici interprété par Sosana Marcelino et Olivier Bodin, danseurs et chorégraphes). Les deux "acteurs" occupent physiquement chacun un espace réel différent (l'un à Nancy, l'autre à Nantes) et simultanément leur double virtuel viennent partager leur espace physique.